# Record d'Europe du 800 mètres
Pour un article plus général, voir Records d'Europe d'athlétisme.
Les records d'Europe du 800 mètres sont actuellement détenus par la Danois Wilson Kipketer, crédité de 1 min 41 s 11 le 24 août 1997 à Cologne, et par la Tchèque Jarmila Kratochvílová avec le temps de 1 min 53 s 28, établi le 26 juillet 1983 à Munich.
Le premier record d'Europe du 800 m homologué par l'Association européenne d'athlétisme est celui de l'Allemand Otto Peltzer qui établit le temps de 1 min 51 s 6 en 1926 sur la distance de 880 yards (804,68 m). En 1979, le Britannique Sebastian Coe devient, grâce à sa performance de 1 min 42 s 33 le premier détenteur du record d'Europe de la discipline mesuré à l'aide du chronométrage électronique.

## Progression du record d'Europe

### Hommes
15 records d'Europe masculins ont été homologués par l'AEA.
| Temps                      | Athlète             | Lieu         | Date            |
| -------------------------- | ------------------- | ------------ | --------------- |
| Chronométrage manuel       |                     |              |                 |
| 1 min 51 s 6 y             | Otto Peltzer        | Londres      | 3 juillet 1926  |
| 1 min 50 s 6               | Séra Martin         | Paris        | 14 juillet 1928 |
| 1 min 49 s 8               | Tommy Hampson       | Los Angeles  | 2 août 1932     |
| 1 min 48 s 4               | Sydney Wooderson    | Motspur Park | 20 août 1938    |
| 1 min 46 s 6               | Rudolf Harbig       | Milan        | 17 juillet 1939 |
| 1 min 45 s 7               | Roger Moens         | Oslo         | 3 août 1955     |
| 1 min 44 s 9               | Franz-Josef Kemper  | Hanovre      | 7 août 1966     |
| 1 min 44 s 9               | Walter Adams        | Stuttgart    | 16 juillet 1970 |
| 1 min 44 s 5               | Pekka Vasala        | Helsinki     | 20 août 1972    |
| 1 min 43 s 7               | Marcello Fiasconaro | Milan        | 27 juin 1973    |
| Chronométrage électronique |                     |              |                 |
| 1 min 42 s 33              | Sebastian Coe       | Oslo         | 5 juillet 1979  |
| 1 min 41 s 73              | Sebastian Coe       | Florence     | 10 juin 1981    |
| 1 min 41 s 73              | Wilson Kipketer     | Stockholm    | 7 juillet 1997  |
| 1 min 41 s 24              | Wilson Kipketer     | Zurich       | 13 août 1997    |
| 1 min 41 s 11              | Wilson Kipketer     | Cologne      | 24 août 1997    |

### Femmes

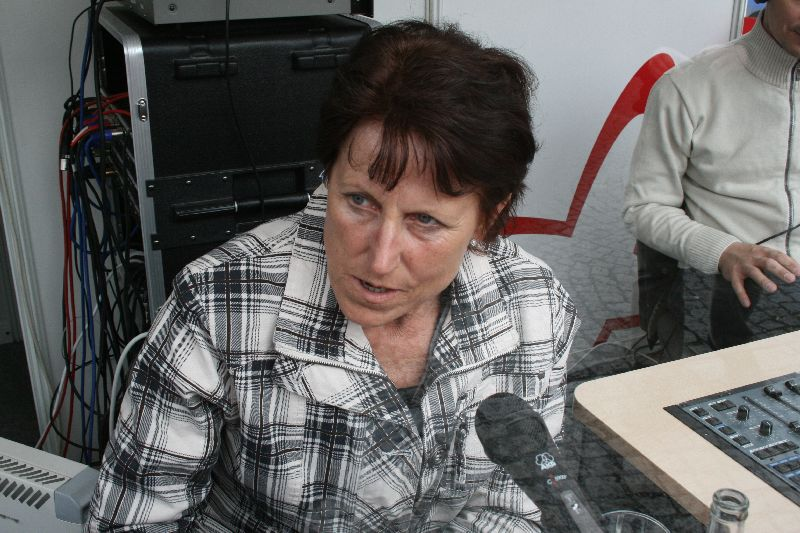
Jarmila Kratochvílová

26 records d'Europe féminins ont été homologués par l'AEA.
| Temps          | Athlète               | Lieu   | Date            |
| -------------- | --------------------- | ------ | --------------- |
| 2 min 30 s 4   | Georgette Lenoir      | Paris  | 20 août 1922    |
| 2 min 26 s 6 y | Mary Lines            |        |                 |
| 2 min 23 s 8 y | Karoline Radke        |        |                 |
| 2 min 20 s 4   | Inga Gentzel          |        |                 |
| 2 min 19 s 6   | Karoline Radke        |        |                 |
| 2 min 16 s 8   | Karoline Radke        |        |                 |
| 2 min 15 s 9   | Anna Larsson          |        |                 |
| 2 min 14 s 8   | Anna Larsson          |        |                 |
| 2 min 13 s 8   | Anna Larsson          |        |                 |
| 2 min 13 s 0   | Yevdokiya Vasilyeva   |        |                 |
| 2 min 12 s 2   | Valentina Pomogayeva  |        |                 |
| 2 min 12 s 0   | Nina Pletneva         |        |                 |
| 2 min 8 s 5    | Nina Pletneva         |        |                 |
| 2 min 7 s 3    | Nina Otkalenko        |        |                 |
| 2 min 6 s 6    | Nina Otkalenko        |        |                 |
| 2 min 4 s 3    | Lyudmila Shevtsova    |        |                 |
| 2 min 4 s 3    | Lyudmila Shevtsova    |        |                 |
| 2 min 1 s 1    | Ann Packer            |        |                 |
| 2 min 0 s 5    | Vera Nikolic          |        |                 |
| 1 min 58 s 45  | Hildegard Falck       |        |                 |
| 1 min 57 s 48  | Svetla Zlateva        |        |                 |
| 1 min 56 s 0   | Valentina Gerasimova  |        |                 |
| 1 min 54 s 94  | Tatyana Kazankina     |        |                 |
| 1 min 54 s 85  | Nadezhda Olizarenko   |        |                 |
| 1 min 53 s 43  | Nadezhda Olizarenko   |        |                 |
| 1 min 53 s 28  | Jarmila Kratochvílová | Munich | 26 juillet 1983 |

## Progression du record d'Europe en salle

### Hommes
| Temps         | Athlète         | Lieu      | Date           |
| ------------- | --------------- | --------- | -------------- |
| 1 min 44 s 91 | Sebastian Coe   | Cosford   | 12 mars 1983   |
| 1 min 44 s 88 | Nico Motchebon  | Stuttgart | 5 février 1995 |
| 1 min 43 s 96 | Wilson Kipketer | Paris     | 7 mars 1997    |
| 1 min 42 s 67 | Wilson Kipketer | Paris     | 9 mars 1997    |

### Femmes
| Temps         | Athlète           | Lieu   | Date             |
| ------------- | ----------------- | ------ | ---------------- |
| 1 min 58 s 4  | Olga Vakrusheva   | Moscou | 17 février 1980  |
| 1 min 58 s 42 | Sigrun Wodars     | Vienne | 1er février 1987 |
| 1 min 57 s 64 | Christine Wachtel | Turin  | 10 février 1988  |
| 1 min 56 s 40 | Christine Wachtel | Vienne | 13 février 1988  |
| 1 min 55 s 82 | Jolanda Čeplak    | Vienne | 3 mars 2002      |